# Juvenichiton komandorensis
Juvenichiton komandorensis är en blötdjursart som beskrevs av Boris I. Sirenko 1975. Juvenichiton komandorensis ingår i släktet Juvenichiton och familjen Ischnochitonidae. Inga underarter finns listade i Catalogue of Life.